# Anomala controversa
Anomala controversa är en skalbaggsart som beskrevs av Hope 1845. Anomala controversa ingår i släktet Anomala och familjen Rutelidae. Inga underarter finns listade i Catalogue of Life.